# Joaquín García Bernaldo de Quirós
Joaquín García Bernaldo de Quirós (3 de enero de 1961) es un magistrado español, desde septiembre de 2011, presidente de la Comisión Nacional de la Competencia en sustitución de Luis Berenguer Fuster, hasta 2013
Licenciado en Derecho por la Universidad de Granada, fue profesor asociado de Derecho Administrativo en la Universidad de La Laguna. Ha sido juez en La Laguna (Santa Cruz de Tenerife) y desde noviembre de 2001 es presidente de la Sala de lo Contencioso-Administrativo en Málaga del Tribunal Superior de Justicia de Andalucía. Pertenece a la Comisión de Informática del Consejo General del Poder Judicial y a la Comisión Mixta de Normalización de Procedimientos y Aplicación Informática del Tribunal Superior de Justicia de Andalucía-Junta de Andalucía.